# Blanca Heredia
Blanca Heredia Osío (Caracas, Venezuela, 1 de abril de 1934-ibidem,  17 de diciembre de 2022), fue una reina de belleza, bióloga y bioanalista venezolana, ganadora del Miss Venezuela 1956, al momento de su coronación contaba con 22 años y estudiaba el último año de «Laboratorio Clínico» (Bioanálisis), en la Facultad de Ciencias Médicas de la UCV.

## Miss Venezuela 1956
El cuarto concurso del Miss Venezuela se realizó 30 de junio de 1956 en las instalaciones del Hotel Tamanaco en la ciudad de Caracas, En esa oportunidad la corona fue ganada por Blanca Heredia Osío.
En la edición de 1956 le tocó la responsabilidad de ser Miss Venezuela a Blanca Heredia Osío (Blanquita Heredia) nacida en 1934 en la ciudad de Caracas, Distrito Capital. Tenía 22 años cuando se coronó y su estatura era 1,65. Blanquita representó al Distrito Federal en esta edición del Miss Venezuela. Luego viajó a representar al país a Long Beach, California, EUA. El concurso se realizó el 20 de julio de 1956 donde resultó semifinalista. Dada la popularidad que adquirió el concurso, Blanquita recibió como premios del Miss Venezuela un auto convertible, 1.500 dólares en ropa y 2 mil dólares para sus gastos personales, además de un contrato que le garantizaría 30 mil dólares más durante su año de reinado.

## Vida personal
Después de entregar su corona en 1957 se casaría con Alonso Gamero Reyes, ilustre educador, biólogo, poeta y documentalista. Tuvo cinco hijos; Aura Isabel, Gabriel, Alejandro y Valentina. Se gradúa de bioanalista el 6 de agosto de 1966; en 1984 forma parte de la Comisión de Prevención y Control de Infecciones Intra-hospitalarias (HUC). Perteneció al «Grupo Venezolano de Vigilancia de la Resistencia Bacteriana a los Antimicrobianos» como representante del HUC desde 1988. Formó parte del Proyecto de Resistencia Bacteriana al Cefixime en Latinoamérica. Ejerció como docente colaborador con el Postgrado de Enfermedades Infecciosas del HUC desde el año 1984. Fue miembro de la Comisión de Credenciales de la S.V.B.E y vivió con su esposo en Caracas.

## Cuadro final del Miss Venezuela 1956
- 1. Blanca Heredia Osío — Miss Distrito Federal (Ganadora del Miss Venezuela 1956)
- 2. Celsa Drucila Pieri — Miss Sucre
- 3. Elizabeth Rotundo — Miss Aragua
- 4. Alida Márquez — Miss Departamento Libertador
- 5. Beatriz Gutiérrez Padrón — Miss Caracas

Participantes en el Miss Venezuela 1956
- Beatriz Bello - Miss Amazonas
- Elizabeth Rotundo- Miss Aragua
- Lourdes Agostini Oquendo - Miss Barinas
- Beatriz Gutiérrez Padrón – Miss Caracas
- Alba Guevara – Miss Delta Amacuro
- Alida Marquiz - Miss Departamento Libertador
- Inés María Moya – Miss Departamento Vargas
- Blanca Heredia Osio – Miss Distrito Federal
- Belen Incosta - Miss Guárico
- Fanny Torrealba – Miss Lara
- Lady Josefina Andrade - Miss Maracaibo
- Aracelis Mora– Miss Miranda
- Ennia Mendoza - Nueva Esparta
- Celsa Pieri – Miss Sucre
- Lilian Haak – Miss Trujillo
- Iris Rubio – Miss Yaracuy

## Participación en el Miss Universo 1956
Finalistas
- 1 Carol Laverne Morris – Miss Estados Unidos
- 2 Marina Orschel – Miss Alemania
- 3 Ingrid Goude - Miss Suecia
- 4 Iris Alice Kathleen Waller Miss Inglaterra
- 5 Rossana Galli Miss Italia

Semifinalista
- Ileana Carré – Miss Argentina
- Lucienne Auquier – Miss Bélgica
- María José Cardoso – Miss Brasil
- Marcia Rodríguez Echevarría - Miss Cuba
- Anita Treyens – Miss Francia
- Rita Gouma – Miss Grecia
- Sara Tal – Miss Israel
- Erna Marta Bauman - Miss México
- Lola Sabogal Morzán – Miss Perú
- Blanca Heredia Osío Miss Venezuela